# Кахабері Сартанія
Кахабері Нодарійович Сартанія (нар. 8 серпня 1967) — радянський, грузинський та український футболіст, захисник.

## Життєпис
Футбольну кар'єру розпочав 1985 року в аматорському «Одіші». У 1988 році перейшов до російського «Темпу» (Шуя), але вже наступного року повернувся до «Одіші». У 1990 році разом з командою з Зугдіді взяв участь у першому розіграші чемпіонату Грузії. Відіграв за команду три сезони, за цей час в еліті грузинського футболу зіграв 59 матчів (8 голів).
Восени 1993 року переїхав до України, де став гравцем аматорського клубу «Будівельник» (Бровари). Навесні 1994 року перейшов до «Десни». Дебютував у футболці чернігівського клубу 27 березня 1994 року в нічийному (0:0) домашнього поєдинку 21-го туру Першої ліги України проти охтирського «Нафтовика». Кахабері вийшов на поле в стартовому складі та відіграв увесь матч. Дебютним голом за «Десну» відзначився 1 вересня 1994 року на 44-ій хвилині (з пенальті) переможного (2:1) домашнього поєдинку 1/64 фіналу кубку України проти сумського СБТС. Сартанія вийшов на поле в стартовому складі та відіграв увесь матч. Навесні-влітку 1994 року зіграв 17 матчів у Першій лізі України та 1 (1 гол) — у кубку України. У вересні 1994 року перебрався до «Ворскли». Дебютував у футболці полтавського клубу 10 вересня 1994 року в нічийному (0:0) виїзному поєдинку 7-го туру Першої ліги проти київського «Динамо-2». Кахабері вийшов на поле в стартовому складі та відіграв увесь матч. До завершення сезону 1994/95 років встиг зіграти 19 матчів у Першій лізі.
Влітку 1995 року повернувся до «Десни». Дебютував у футболці чернігівського клубу 6 вересня 1995 року в переможному (6:1) домашньому поєдинку 9-го туру групи «А» Другої ліги України проти «Каховки». Сартанія вийшов на поле в стартовому складі та відіграв увесь матч. Дебютним голом за «Десну» після свого повернення відзначився 26 жовтня 1997 року на 75-ій хвилині програного (3:5) виїзного поєдинку 1/16 фіналу кубку України проти маріупольського «Металурга». Кахабері вийшов на поле на 46-ій хвилині, замінивши Ярослава Заяця. Дебютним голом у Першій лізі України відзначився 11 червня 1998 року на 90-ій хвилині нічийного (2:2) виїзного поєдинку 40-го туру проти олександрійської «Поліграфтехніки». Сартанія вийшов на поле на 75-ій хвилині, замінивши Валерія Шаповалова. У команді виступав до осені 1999 року, за цей час у чемпіонатах України зіграв 112 матчів (2 голи) та 9 матчів (1 гол) у кубку України. У сезоні 1995/96 років виступав в оренді за роменський «Електрон» в аматорському чемпіонаті України (5 матчів, 1 гол). У сезоні 1997/98 років виступав за фарм-клуб чернігівців, «Славутич-ЧАЕС» (2 матчі в Другій лізі).
У 2000 році став гравцем «Ніжина». Зіграв 14 матчів в аматорському чемпіонаті України, після чого завершив кар'єру футболіста.